# Cronologia della seconda guerra mondiale sul fronte orientale
Di seguito, in ordine cronologico, gli eventi della seconda guerra mondiale sul fronte orientale, combattuta dalle forze dell'Asse da una parte e l'Unione Sovietica dall'altra, tra il 1941 e il 1945, in Finlandia, Estonia, Lettonia, Lituania, Russia, Bielorussia, Ucraina, Moldavia, Polonia, Ungheria, Romania, Bulgaria e Germania.

## 1941
- 22 giugno: viene lanciata l'operazione Barbarossa da parte della Germania contro l'Unione Sovietica
- 22 giugno: battaglia del Baltico (1941)
- 22 giugno - 9 luglio: battaglia nell'Ucraina Occidentale, dopo duri scontri le forze tedesche marciano in direzione di Kiev
- 22 giugno - 9 luglio: battaglia di Minsk-Białystok, la 10., la 4. e 3. Armata sovietica vengono circondate
- 23 giugno - 30 giugno: battaglia di Dubno, il I Gruppo Corazzato tedesco respinge, dopo violenti scontri di carri, i contrattacchi delle riserve meccanizzate sovietiche e sfonda la prima linea di difesa del fronte ucraino
- 10 luglio - 10 settembre: battaglia di Smolensk, la 16. e 20. Armata sovietica vengono circondate; nuovi tentativi di contrattacco sovietici che bloccano temporaneamente l'avanzata tedesca
- 10 luglio - 8 agosto: battaglia di Uman', la 6. e 12. Armata sovietica vengono circondate
- 8 agosto - 19 settembre: battaglia di Kiev, il Fronte Sud Sovietico viene circondato
- Operazione Volpe Argentata, le forze tedesche e finlandesi avanzano verso Murmansk
- Battaglia di Roslavl
- Battaglia di Mosca, i tedeschi avanzano verso Mosca
- Battaglia di Rostov (1941), i tedeschi raggiungono e vengono respinti dai sovietici nella zona del Mar d'Azov
- Battaglia di Vjaz'ma-Brjansk
- 8 agosto - 18 gennaio 1944: assedio di Leningrado
- 2 ottobre - 7 gennaio 1942: battaglia di Mosca, controffensiva sovietica con l'impiego di truppe siberiane
- Battaglia di Crimea
- Prima battaglia di Char'kov
- 16 novembre - 4 luglio 1942: assedio di Sebastopoli.
- Sacca di Demjansk, truppe tedesche intrappolate a Demjansk vengono rifornite tramite ponti aerei

## 1942
- gennaio - aprile: offensiva di Ržev-Vjaz'ma (1942), falliti tentativi sovietici di eliminare il saliente di Ržev
- 16 gennaio - 27 marzo: battaglia di Slavjansk
- maggio: disfatta sovietica in Crimea
- 12 maggio - 30 maggio: seconda battaglia di Char'kov, i sovietici tentano di riconquistare la città ma subiscono una pesante sconfitta a causa della controffensiva delle forze corazzate tedesche
- 28 giugno: operazione Blu, offensiva generale tedesca nel settore meridionale con l'obiettivo di raggiungere il Volga e il Caucaso
- 30 giugno: operazione Blu, sfondamento delle Panzer-Division tedesche in direzione di Voronež
- 5-9 luglio: battaglia di Voronež, i tedeschi raggiungono la città, fallimento dei contrattacchi sovietici
- luglio: prima offensiva di Ržev-Syčevka
- 9 luglio: assedio di Sebastopoli: i tedeschi conquistano definitivamente la grande piazzaforte
- 14 luglio: operazione Blu, i tedeschi occupano Millerovo e Vorošilovgrad; ritirata generale delle forze sovietiche
- 17 luglio: le truppe tedesche della 6. Armee del generale Friedrich Paulus raggiungono la grande ansa del fiume Don; inizia la battaglia di Stalingrado
- 25 luglio: Battaglia di Rostov (1942): i tedeschi occupano Rostov e aprono la strada per l'invasione del Kuban' e del Caucaso
- 5 agosto: battaglia del Caucaso: i tedeschi raggiungono Stavropol'
- 7-11 agosto: battaglia di Stalingrado; disfatta sovietica nell'ansa del Don; la 6. Armee tedesca avanza verso Stalingrado
- 9 agosto: occupazione di Majkop
- 14 agosto: battaglia del Caucaso: le truppe tedesche conquistano Krasnodar
- 21 agosto: le divisioni alpine tedesche raggiungono la vetta dell'Elbrus, la montagna più alta del Caucaso
- 23 agosto: battaglia di Stalingrado; le colonne corazzate tedesche raggiungono il Volga nella periferia settentrionale di Stalingrado; bombardamento distruttivo della città da parte della Luftwaffe
- 24 agosto-5 settembre: battaglia di Stalingrado; contrattacchi sovietici per fermare l'avanzata tedesca ed impedire la caduta della città
- 10 settembre: dopo una violenta battaglia i tedeschi occupano Novorossijsk
- 12 settembre: incontro a Vinnica di Hitler con i generali Maximilian von Weichs e Friedrich Paulus; viene deciso l'attacco finale a Stalingrado
- 12-13 settembre: incontro a Mosca di Stalin con i generali Georgij Žukov e Aleksandr Vasilevskij; vengono prese le prime decisioni per la preparazione di una controffensiva decisiva a Stalingrado
- 13 settembre: battaglia di Stalingrado; la 6. Armee del generale Paulus sferra il primo grande attacco frontale per conquistare Stalingrado, aspra resistenza delle truppe sovietiche del generale Vasilij Čujkov all'interno dell'area urbana della città
- 14 ottobre: battaglia di Stalingrado; grande attacco della 6. Armee nel settore settentrionale delle grandi fabbriche a Stalingrado.
- 18 ottobre: battaglia di Stalingrado; i sovietici fermano l'avanzata tedesca nei quartieri settentrionali di Stalingrado
- 11 novembre: battaglia di Stalingrado; fallimento dell'ultimo attacco della 6. Armee tedesca nell'area urbana di Stalingrado
- 19 novembre: battaglia di Stalingrado; l'Armata Rossa inizia l'operazione Urano, l'offensiva generale sul fronte del Don e del Volga; sfondamento delle difese tedesche e rumene, rapida avanzata dei carri armati sovietici
- 23 novembre: battaglia di Stalingrado; le colonne corazzate sovietiche si congiungono a Kalač completando con pieno successo l'operazione Urano, la 6. Armee tedesca del generale Paulus è completamente circondata nella sacca di Stalingrado
- novembre - dicembre Operazione Marte, altro fallito tentativo sovietico di eliminare il saliente di Ržev
- 12 dicembre - 29 dicembre: operazione Tempesta Invernale, fallito tentativo tedesco di raggiungere le forze rimaste intrappolate a Stalingrado
- 16 dicembre - 30 dicembre: operazione Piccolo Saturno, i sovietici distruggono le forze italiane dell'8ª Armata sul Don e costringono alla ritirata tedeschi e rumeni; la sorte della 6. Armata tedesca a Stalingrado è segnata.
- 30 dicembre: le truppe tedesche iniziano la ritirata dal Caucaso.

## 1943
- 12 gennaio: inizio dell'offensiva sovietica sull'Alto Don (offensiva Ostrogorzk-Rossoš): disfatta dell'Armata ungherese e del Corpo d'Armata alpino italiano, che si ritira a piedi nella neve
- 24 gennaio: inizio dell'offensiva Voronež-Kastornoe; dura sconfitta della 2. Armee tedesca.
- 29 gennaio: inizio dell'operazione Galoppo, l'offensiva sovietica in direzione del Dniepr
- 2 febbraio: inizio dell'operazione Stella verso Kursk e Char'kov.
- 2 febbraio: fine della battaglia di Stalingrado, resa degli ultimi soldati della 6. Armata tedesca accerchiata.
- 8 febbraio: liberazione di Kursk.
- 14 febbraio: liberazione di Rostov sul Don.
- 14 febbraio: operazione Galoppo; liberazione di Vorošilovgrad e avanzata verso il Dniepr e il Mar d'Azov
- 16 febbraio: operazione Stella; sconfitta delle truppe Waffen-SS tedesche; i carri armati dell'Armata Rossa liberano Char'kov.
- marzo: offensiva di Ržev-Vjaz'ma (1943), i tedeschi si ritirano dal saliente di Ržev (operazione Blüffe)
- 19 febbraio - 15 marzo: terza battaglia di Char'kov: l'offensiva sovietica nel settore meridionale in direzione del Dnepr viene bloccata; Char'kov viene riconquistata dalle truppe tedesche.
- 5 luglio - 1º agosto: battaglia di Kursk, la più grande battaglia tra carri armati della storia
- 30 luglio: battaglia del Mius
- agosto: quarta battaglia di Char'kov, altra grande battaglia di carri armati e liberazione definitiva della città ucraina (23 agosto)
- settembre: offensiva del Donbass
- settembre: Battaglia di Smolensk (1943)
- settembre - novembre: offensiva del basso Dnepr
- novembre: battaglia di Kiev
- 5 novembre: liberazione di Kiev
- novembre-dicembre: controffensiva tedesca di Žitomir
- 24 dicembre: inizia la nuova offensiva sovietica verso Žitomir e Berdičev

## 1944
- gennaio-febbraio: battaglia di Korsun'
- 18 gennaio: fine dell'assedio di Leningrado
- 23 febbraio: fine dell'insurrezione cecena
- marzo-aprile: Offensiva Uman'-Botoșani e Battaglia di Kamenec-Podol'skij: vittorie sovietiche e liberazione dell'Ucraina occidentale
- giugno - agosto: operazione Bagration, distruzione del Gruppo d'armate Centro tedesco in Bielorussia
- luglio - agosto: offensiva Leopoli-Sandomierz, sconfitta del Gruppo d'armate Ukraina Nord tedesco
- agosto: Offensiva Iași-Chișinău, sconfitta delle truppe tedesco-romene e invasione della Romania da parte dell'Armata Rossa.
- 23 agosto: la Romania entra in guerra contro la Germania
- agosto - settembre: rivolta di Varsavia
- agosto - aprile 1945: Insurrezione nazionale slovacca
- agosto - ottobre: offensiva del Baltico, il Gruppo d'armate Nord tedesco rimane isolato in Curlandia
- 4 settembre: Finlandia e Unione Sovietica firmano un armistizio
- ottobre: battaglia di Debrecen, sconfitta e occupazione dell'Ungheria
- ottobre: battaglia di Belgrado
- dicembre - febbraio 1945: battaglia di Budapest

## 1945
- 12 gennaio - 31 gennaio: offensiva della Vistola-Oder: i sovietici raggiungono i confini della Germania orientale
- 6 marzo - 17 marzo: offensiva del Lago Balaton, ultima offensiva tedesca della guerra
- 6 aprile - 9 aprile: battaglia di Königsberg, i Sovietici occupano interamente la Prussia Orientale
- 16 aprile - 7 maggio: battaglia di Berlino
- 24 aprile - 2 maggio: battaglia di Halbe, elementi della 9. Armata tedesca fuggono verso ovest
- 30 aprile: morte di Adolf Hitler
- 6 maggio - 11 maggio: offensiva di Praga
- 7 maggio: resa della Germania
- 8 maggio: fine della seconda guerra mondiale in Europa